# Martin Schlichenmaier

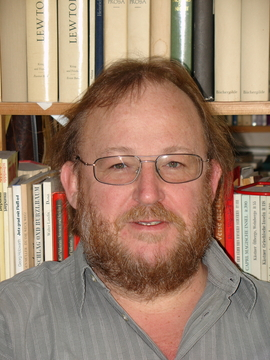
Martin Schlichenmaier

Martin Schlichenmaier (* 9. Oktober 1952 in Backnang) ist ein deutsch-luxemburgischer Mathematiker, der sich mit algebraischen, geometrischen und analytischen Methoden beschäftigt, die unter anderem Verbindungen zur theoretischen und mathematischen Physik haben.

## Leben und Wirken
Schlichenmaier studierte Informatik, Mathematik und Theoretische Physik an der Universität Karlsruhe und an der Brandeis University, USA. Er wurde 1990 in Mathematik an der Universität Mannheim bei Rainer Weissauer mit der Arbeit Verallgemeinerte Krichever-Novikov Algebren und deren Darstellungen promoviert. Seine Forschungsgebiete sind unter anderem die geometrischen Grundlagen der Quantentheorie, wie z. B. Berezin-Toeplitz-Quantisierung und unendlich-dimensionale Liealgebren geometrischen Ursprungs, wie z. B. die Algebren vom Krichever-Novikov-Typ.
Von 1986 bis 2003 war er an der Universität Mannheim, zuletzt als apl. Professor. Er habilitierte sich dort 1996 mit der Habilitationsschrift Zwei Anwendungen algebraisch-geometrischer Methoden in der theoretischen Physik: Berezin-Toeplitz-Quantisierung und globale Algebren der zweidimensionalen konformen Feldtheorie.
Seit 2003 ist er Professor an der Universität Luxemburg, zuletzt als Emeritus. Von 2005 bis 2017 war er Direktor der Mathematischen Forschungseinheit (Department of Mathematics) an der Universität. Er ist Mitglied der Editorial Boards der mathematischen Zeitschriften Journal of Lie Theory und Analysis and Mathematical Physics.
Von 2010 bis 2022 war er Präsident der Luxemburger Mathematischen Vereinigung (SML) und erhielt den Grand Prix 2016 en sciences mathematiques de L’Institut Grand-Ducal - prix de la Bourse de Luxembourg. 2019 wurde er zum Vollmitglied des Institut Grand-Ducal, Section des Sciences, ernannt.

## Schriften
Bücher:
- Krichever-Novikov Type Algebras. Theory and Applications., Studies in Mathematics 53, de Gruyter, 2014, doi:10.1515/9783110279641 360 S. ISBN 978-3-11-026517-0
- An Introduction to Riemann Surfaces, Algebraic Curves and Moduli Spaces, 2nd enlarged edition, Theoretical and Mathematical Physics,  Springer, 2007, 218 S. doi:10.1007/978-3-540-71175-9, ISBN 978-3-540-71174-2.

Artikel:
- Local cocycles and central extensions for multi-point algebras of Krichever-Novikov type, J. reine angew. Math. 559 (2003), S, 53–94. doi:10.1515/crll.2003.052
- mit  Oleg K. Sheinman: Knizhnik-Zamolodchikov equations for positive genus and Krichever-Novikov algebras Russian Math. Surv. 59 (4)(2004), S. 737–770, doi:10.1070/RM2004v059n04ABEH000760
- mit Alexander Karabegov: Identification of   Berezin-Toeplitz deformation quantization,  J. reine angew. Math. 540(2001), S. 49–76, doi:10.1515/crll.2001.086
- mit  Martin Bordemann und Eckhard Meinrenken: Toeplitz quantization of K\"ahler manifolds and  gl(N), N to infinitty limits, Communications in Mathematical Physics 165 (1994), S. 281–296., http://projecteuclid.org/euclid.cmp/1104271132.